# Presa Nueva
Presa Nueva är en ort i Mexiko.   Den ligger i kommunen Pinos och delstaten Zacatecas, i den centrala delen av landet, 400 km nordväst om huvudstaden Mexico City. Presa Nueva ligger 2 168 meter över havet och antalet invånare är 503.
Terrängen runt Presa Nueva är platt åt nordost, men åt sydväst är den kuperad. Runt Presa Nueva är det ganska glesbefolkat, med 21 invånare per kvadratkilometer. Närmaste större samhälle är El Nigromante, 4,3 km nordväst om Presa Nueva. Omgivningarna runt Presa Nueva är i huvudsak ett öppet busklandskap.